# Yolande de Dreux (reine d'Écosse)
Pour les articles homonymes, voir Yolande de Dreux.
 (janvier 2024).
Si vous disposez d'ouvrages ou d'articles de référence ou si vous connaissez des sites web de qualité traitant du thème abordé ici, merci de compléter l'article en donnant les références utiles à sa vérifiabilité et en les liant à la section « Notes et références ».
Titres
Reine d'Écosse
1er novembre 1285 – 19 mars 1286
Duchesse de Bretagne
18 novembre 1305 – 27 août 1312
Comtesse de Montfort
1311 – 2 août 1322
Yolande de Dreux (vers 1269 – 2 août 1322), fut reine d'Écosse (1285-1286), duchesse de Bretagne (1305-1312) et comtesse de Montfort (Montfort-L'Amaury).
Elle était la fille de Robert IV, comte de Dreux, et de Béatrice de Montfort.

## Unions et postérité
Le 1er novembre 1285, elle épousa en premières noces le roi Alexandre III d'Écosse, mais celui-ci mourut quelques mois plus tard d'un accident de cheval (mars 1286) et elle n'en eut pas d'enfant. À la suite de cette brève union, elle fut souvent dite « la reine d'Écosse » par déférence.
Veuve, elle se remaria en 1294 avec Artus de Bretagne, futur duc Arthur II de Bretagne, lui-même veuf de la vicomtesse Marie de Limoges.
De cette seconde union, elle eut :
- Jean (1293 † 1345), comte de Montfort. En 1341, il succède à son demi-frère Jean III comme duc de Bretagne, malgré le jugement rendu par Philippe VI en faveur de Jeanne de Penthièvre, nièce du défunt duc, ce qui déclenche la guerre de Succession de Bretagne ;
- Béatrix (1295 † 1384), dame de Hédé, mariée en 1315 à Guy X de Laval († 1347) ;
- Jeanne de Bretagne (1296-1364), mariée en 1323 à Robert de Flandre († 1331), seigneur de Cassel et comte de Marle ;
- Alix (1298 † 1377), mariée en 1320 à Bouchard VI († 1353), comte de Vendôme et de Castres ;
- Blanche (1300 † jeune) ;
- Marie (1302 † 1371), nonne au prieuré Saint-Louis de Poissy.

Yolande hérita de sa mère morte en 1311 le comté de Montfort.
Veuve en 1312 de son deuxième mari Arthur II, elle s'opposa longuement à son beau-fils Jean III de Bretagne au sujet de son héritage et de son douaire.